# Sensorisch
Sensorisch oder sensoriell stellt in der Anatomie und Physiologie einen Oberbegriff für die verschiedensten Sinnesmodalitäten dar. Aufgrund sensorischer Leistungen der Sinnesorgane werden die Sinnesdaten wahrgenommen.
Rezeptoren bzw. Neurone – in Nervenbahnen, Zentren oder auch ganze Hirnrindengebiete, die im Dienste solcher Sinnesleistungen wie Hören, Sehen, Riechen usw. stehen, werden als sensorisch bezeichnet. Dieser allgemeinen psychophysiologischen Definition schließt sich traditionell eine Mehrzahl von Autoren an.
Sensorisch im Sinne einer psychophysiologischen Definition und als Adjektivform der nominellen Bezeichnung „Sensorium“ (= Bewusstsein) setzt voraus, dass entsprechende Leistungen von Sinneszellen zumindest in geringem Maße bewusstseinsfähig bzw. wahrnehmbar sind. Sensorische Neurone sind Teil des zerebrospinalen Nervensystems.
Häufig wird zur Bezeichnung von Gefühlsqualitäten der Begriff „sensibel“ gebraucht, da der Sensibilität eine Sonderstellung innerhalb des sensorischen Systems eingeräumt wird. Nach einzelnen Autoren wird jedoch die Sensibilität nicht mehr in dieses sensorische System mit einbezogen. Damit sei ein Übergang hergestellt zu den nicht oder kaum noch wahrnehmbaren (nicht perzeptiven) Afferenzen.

## Nähere Begriffsbestimmung

### Sensibel und Sensorisch
Bei dem Adjektiv „sensorisch“ handelt es sich um eine neuropsychologische lateinische Fachbezeichnung, die bei den Schriftstellern des Altertums nicht vorkommt, sondern eine spätere Neubildung darstellt. Sie ist abgeleitet von lateinisch sentire ‚fühlen‘, ‚empfinden‘, ‚wahrnehmen‘, ‚geistig erfassen;‘ sensorius ‚der Empfindung dienend‘. Dieselbe Ableitung trifft allerdings auch für die adjektivische Bezeichnung „sensibel“ zu. Es besteht von daher kein Unterschied zwischen dem Wortstamm von „sensibel“ und „sensorisch“.
Entgegen dieser gemeinsamen Wortbedeutung vertritt Robert Herrlinger jedoch zugleich den abgrenzenden begrifflichen Gesichtspunkt der speziellen „Tast- oder Sensibilitätsorgane“ für die Hautsinne (Oberflächensensibilität) und die Tiefensensibilität. Die damit gemeinte Gruppe von Rezeptoren wird auf solche Weise sowohl zusammengefasst als auch hinsichtlich ihrer Leistungen von den übrigen Sinnesorganen unterschieden. Hinzu kommt, dass es bereits im Rückenmark unterschiedliche Leitungsbahnen für beide Gruppen der Sensibilität gibt.
Hermann Voss und Robert Herrlinger bezeichnen als „Tast- oder Sensibilitätsorgane“ alle der Gefühlsempfindung dienenden Anteile der Sinnesorgane (d. h. außer der sensorischen Funktion des Tastsinns „noch eine ganze Reihe anderer Empfindungen“). Bereits im Titel des verbreiteten Anatomie-Buchs wird zwischen Sinnes- und Hautsystem unterschieden. Dennoch wird das „Hautsystem“ in das allgemeine „Sinnessystem“ einbezogen. Auch im Titel anderer Lehrbücher erfolgt die Unterscheidung zwischen Haut und Sinnesorganen.
Der Begriff „sensorisch“ wird speziell im deutschsprachigen Schrifttum gebraucht. Insbesondere in der „objektiven“ Sinnesphysiologie ist der Begriff „Rezeptor“ dem Umfang nach weiter, dem Inhalt nach enger gefasst. Rezeptoren können im Gegensatz zu den sensorischen Funktionen reizaufnehmender Organe auch nicht perzeptive d. :h. nicht mit bewussten Erlebnissen verbundene Informationen verarbeiten, so z. B. die Signale der Pressorezeptoren des Sinus caroticus. Einer allgemeinen Sinnestheorie folgend wäre somit „sensorisch“ als Oberbegriff zu verstehen für alle der bewussten Sinneswahrnehmung dienenden Hirnzentren, bzw. für die zu ihnen führenden afferenten bzw. zentripetalen Nervenbahnen und auch für die ggf. vorhandenen speziellen Rezeptoren. Die mit dem Adjektiv „sensibel“ speziell gekennzeichneten Haut-, Gefühls- und Tastsinne weisen auf Besonderheiten dieser speziellen Sinnesqualitäten hin.
Mit der Unterscheidung sensibel – sensorisch wäre somit keine prinzipielle physiologische Unterscheidung und insbesondere keine Gegensätzlichkeit zur allgemeinen Sinnestheorie zu verstehen, nach der bei allen Sinnesmodalitäten Aufnahme, Weiterleitung und Verarbeitung von Informationen über Umwelt und Innenwelt bedeutsam sind. Prinzipiell wäre also auch die Haut einschließlich der Tiefensensibilität als Sinnesorgan wie alle übrigen Sinnesorgane anzusehen. Eine gewisse Sonderstellung kommt aber den Hautsinnen bzw. den „Tast- oder Sensibilitätsorganen“ in anatomischer und teilweise auch in psychologischer Hinsicht zu, siehe dazu das Kap. Sonderstellung der Gefühlsqualitäten.
Daher wird auch bei einer Definition der Sensibilität im engeren Sinne von „Tast- oder Sensibilitätsorganen“ und im weiteren Sinne von „sensorischen Systemen“ gesprochen. Auf die Unterscheidung zwischen „sensibel“ und „sensorisch“ in der Topistischen Hirnforschung wird hingewiesen.
Die in den Neurowissenschaften gebräuchliche Bezeichnung der Sensibilität bezieht sich allerdings nach einer Reihe von Autoren nicht auf den Begriff der Empfindung ganz allgemein, so wie er für die „Gesamtheit aller Sinne“ gebraucht wird. Sie wird vielfach speziell und sogar ausschließlich mit der Gefühlsempfindung verbunden (sentire ‚fühlen‘).
Im klinischen Wörterbuch Pschyrembel wird der Gebrauch des Begriffs „Sensibilität“ ausdrücklich für Gefühlsempfindungen reserviert und von den übrigen Sinnesmodalitäten ausgeschlossen. Es heißt dort zur Sensibilität: „Eine Summe von verschiedenen Sinnesempfindungen, die nicht vom Auge, vom Ohr oder von den Apparaten des Geschmackes und Geruches stammen.“ Das Wörterbuch der Medizin von Zetkin und Schaldach schließt sich der „Empfindungen vermittelnden“ Bedeutung von sensiblen Nerven an, vgl. dagegen das nächste Kap. Sonderstellung der Gefühlsqualitäten.

### Sonderstellung der Gefühlsqualitäten
Eine Sonderstellung der Gefühlsqualitäten ergibt sich bereits bei der Frage, ob die Rezeptoren der Haut (Oberflächensensibilität) und der inneren Organe (Tiefensensibilität) insgesamt als ein einheitliches Sinnesorgan zu bezeichnen sind. Die entsprechenden Rezeptoren sind zumindest nicht als abgegrenztes Organ ähnlich wie Nase, Ohr und Auge in makroskopisch-anatomischer Hinsicht strukturiert. Im Gegenteil erscheint zumindest die Haut als abgrenzendes Organ des Körpers gegenüber der Außenwelt für alle äußeren Reize zugänglich. Den Rezeptoren vorgeschaltete Hilfsapparate wie bei der Organisation von Nase, Auge, Ohr und Geschmackssinn bestehen hier nicht. Sie verändern zumindest teilweise die Reize der Außenwelt und sind als Schutz vor inadäquaten Reizen zu verstehen.
Die Hautsinne können nach Peter R. Hofstätter als „Nahsinne“ von den „Fernsinnen“ als den Sinnesorganen optischer, olfaktorischer und akustischer Modalität abgegrenzt werden. Das jedoch besagt nicht, dass diese „höheren Sinneswerkzeuge“ (Benninghoff) nicht auch im Nahbereich wirksam sind. So insbesondere der Geruch, der sowohl auf Distanz als etwa auch beim Geschmack über die Zunge eine Rolle spielt. Bereits eine Unterscheidung in Oberflächen- und Tiefensensibilität ist nicht frei von inneren Widersprüchen, schon weil beide ineinander übergehen. In der Haut finden sich die gleichen Rezeptoren wie in den tieferen Geweben bzw. in den inneren Organen. Die Orte des Übergangs von Haut und Schleimhaut sind reichlicher mit Rezeptoren ausgestattet. Kleine Kinder neigen bekanntlich dazu, Gegenstände anzufassen und ggf. in den Mund zu nehmen. Die Haut bzw. die Lippen und die Schleimhaut des Mundes spielen als „Nahsinn“ eine wichtige ontogenetische Rolle in der frühen Entwicklung des Menschen (orale Phase). Durch orale Kontakte zu ihren Bezugspersonen wird unbewusst auch eine psychologische Nähe hergestellt (siehe dazu Anaklise, Internalisierung und Introjektion).
René A. Spitz hat daher eine weitere Einteilung der Sinnesorgane durchgeführt. Er bezeichnete das Labyrinth des Innenohrs und die Haut, insbesondere die Hand, als Organe „primitiver Wahrnehmung“. Die vielfältigen und kompliziert aufgebauten Rezeptoren der Haut ebenso wie die rezeptorlosen freien Nervenendigungen sind auch nicht einer spezifischen Sinnesqualität der Haut wie Schmerz-, Berührungs-, Wärme- und Kälteempfindung zuzuordnen. Die Unterscheidung zwischen Oberflächen- und Tiefensensibilität ist auch nicht ausschließlich und notwendig an das Vorhandensein bestimmter Rezeptoren in der Haut oder in inneren Organen bzw. in der Schleimhaut gebunden. Spezifische und voneinander unabhängige Rezeptoren und Leitungsbahnen zum Zentralnervensystem sind nicht vorhanden. Im Gegenteil sind die Leitungsbahnen unterschiedlicher Rezeptoren vielfach miteinander verzweigt und verbunden (Anastomosen). Es bestehen daher, was die Gefühlsqualitäten betrifft, Zweifel an dem von Johannes Müller aufgestellten Gesetz der spezifischen Sinnesenergien.
Eine weitere Unterscheidung der Gefühlsqualitäten von den übrigen Sinnesmodalitäten ist bestimmt durch die spezielle Art der Weiterleitung und Verarbeitung dieser Reize innerhalb des Rückenmarks und des Hirnstammes. Es besteht hier ein netzartiges System afferenter und efferenter Neuronen auf gleichem und unterschiedlichem Niveau der Reizbeantwortung, die Formatio reticularis.
Demgegenüber ist der Begriff des Reflexes i. e. S. der Neurologie typisch für eine nervöse Reaktion auf gleichem Niveau der Reizbeantwortung. Hofstätter spricht von einem Niveauschema der Reizbeantwortung, das nicht nur für Gefühlsqualitäten gilt, aber für dieses in besonderer Weise charakteristisch ist. Dies bedeutet, dass ein Hautreiz auf unterschiedlichen Höhen des Rückenmarks und des Hirnstamms beantwortet werden kann. Wenn eine nervöse Steuerung über Reflexe abläuft, ohne das psychophysische Niveau zu erreichen, so spricht man von einer unwillkürlichen bzw. stereotypen Leistung insbesondere dann, wenn die neuronale Verschaltung nicht durch die vegetativen Nervenzellen des autonomen Nervensystems erfolgt. Es kommt in diesen beiden Fällen meist zu keiner bewussten Wahrnehmung.
Die Bezeichnung sensibel gilt jedoch gerade für solche Nervenbahnen, die nicht dem autonomen Nervensystem angehören. Von einer sensorischen Leistung sollte wegen der fehlenden Bewusstseinskomponente in diesen Fällen nicht gesprochen werden. - Es ist anzunehmen, dass die meisten Rezeptoren in den Eingeweiden nicht die Aufgabe haben, Empfindungen zu erzeugen. Sie lösen vielmehr Reflexe aus, so etwa die Chemo- und Pressorezeptoren der Carotissinus- und Aortengebiete und die Dehnungsrezeptoren der Lunge und Bronchien. Auch die Erregung der Muskelspindeln wird nicht über sensorische Hirnzentren geleitet.

## Einige Beispiele für den Gebrauch des Begriffs

### Sensorische Systeme
Indem „sensorisch“ bereits einen Oberbegriff für verschiedenste Sinnesmodalitäten darstellt wie olfaktorisch, visuell, taktil, auditiv, vestibulär, gustatorisch usw., eignet er sich auch als Bezeichnung für die Gesamtheit der entsprechenden peripheren Rezeptoren, Nervenbahnen einschließlich ihrer wechselseitigen Verkettungen, Verschaltungen und Verarbeitungsebenen, vgl. etwa die Kombination verschiedener Sinnesanteile bei der olfaktorischen Wahrnehmung.
Damit wird das gesamte Sinnessystem der Organismen zusammengefasst, siehe Kap. Sensorium.
Durch die zahlreichen informationsverarbeitenden Prozesse kommt es auf dem Weg zunehmender Koordination von unterschiedlichen Sinnesdaten zu einer sensorischen Integration und damit zu speziellen zentralnervösen Erregungsmustern, die letztlich als primäre Erkenntnisakte bzw. als Empfindungen bewusst werden. Die Befähigung zu höherer begrifflicher Erkenntnis wird neuropsychologisch auch als Gnosis bezeichnet.
In der Sinnesphysiologie wird oft verallgemeinernd und vereinfachend von sensorischen Systemen gesprochen. Dies ist insbesondere dann von Vorteil, wenn die klassische sinnesphysiologische Einteilung der Sinnesmodalitäten und der Sinnesqualitäten in gewissen Abgrenzungen und Differenzierungen zu komplex und bisweilen auch ungenügend erscheint. Fragen der Erkenntnistheorie sind herkömmlich Fragen der Philosophie.
Zu den sensorischen Systemen zählen folgende Hirnanteile, Zentren und Nervenbahnen:
- Somatosensorischer Cortex ist derjenige Anteil der Großhirnrinde, welcher der zentralen Verarbeitung der „Hautsinne“ dient.
- Sensorische Projektionszentren ist der Oberbegriff für alle Hirnzentren, die der Verarbeitung bewusster Sinnesdaten dienen.
- Sensorische Kleinhirnbahn ist die Bahn zum Zentrum der Verarbeitung statischer Signale des N. VIII im Kleinhirn.
- Sensorisches Sprachzentrum ist das im Gyrus temporalis superior befindliche Brodmann-Areal A22, vgl. Hirnrindenkarte. Entsprechend wird auch die sensorische Aphasie durch Ausfall dieses Zentrums verursacht.[16]
- Radiatio acustica ist ein Teilabschnitt der Zentralen Hörbahn.
- Sehbahn ist die sensorisch affente Verbindung zwischen Augen und Sehzentrum.

### Sensorische Neurone
Sensorische Neurone sind Nervenzellen, die einem der sensorischen Systeme angehören. Sie dürfen nicht mit Rezeptoren (s. o.) verwechselt oder mit ihnen gleichgesetzt werden. Rezeptoren stellen nicht notwendigerweise Nervenzellen dar. Sie sind histologisch und ontogenetisch weitgehend als eigene Empfangseinrichtungen bzw. als eigens differenzierte Sinneszellen anzusehen, zumal sie eine jeweils unterschiedliche Entwicklung aufweisen. Nur die Riech- und Sehzellen sind beim Menschen zugleich Nervenzellen. Unabhängig von der unterschiedlichen Herkunft dieser Sinneszellen wird das Sinnesepithel auch als Neuroepithel bezeichnet.
Riech- und Sehzellen gehen entwicklungsgeschichtlich (Ontogenese) aus einer Ausstülpung des Neuralrohres hervor. Diese wird im Hinblick auf die spätere Form der Riechzellen zunächst als Riechplacode, dann als Riechgrübchen bezeichnet. Sie stellt zuletzt den Bulbus olfactorius mitsamt den Fila olfactoria dar. Im Falle der Sehzellen bilden diese Ausstülpung zunächst die Augenbläschen, dann die Augenbecher sowie letztlich auch die Retina, welche die lichtempfindlichen Sinneszellen enthält. Die Ausbildung der Neurone schreitet im Gegensatz zur zentrifugalen Ausstülpung der Augenbläschen und Augenbecher von peripher nach zentral fort, vgl. den Begriff der Zentralisierung und das dort am Beispiel des Auges dargestellten Wegs der Entwicklung. Das Gehör- und Gleichgewichtsorgan etwa entwickelt sich im Gegensatz dazu aus plattenförmigen Verdickungen (Placoden) des Ektoderms. Ähnlich verhält es sich mit den Geschmacksknospen. Die Gruppe der sich entwickelnden zuletzt genannten Sinneszellen geben ihre Erregungen an die Aufzweigungen des peripheren Neuriten einer Ganglienzelle weiter.
Zum sensorischen System dagegen gehören sensorische Neurone nicht nur als Empfangseinrichtungen des Riech- und Sehapparats, sondern auch die nicht als Nervenzellen anzusehenden eigenen Rezeptoren des übrigen Sinnessystems als Empfangseinrichtungen für sensorische Reize. Weiter gehören dazu die sensorischen Neurone (Ganglienzellen, Interneurone) als Leitapparat und die verschiedenen sensorischen Zentren der Hirnbasis, des limbischen Systems und der Hirnrinde als Endstationen spezifischer Reizaufnahme.

### Einige weitere Termini
Außerdem wird der Begriff sensorisch in folgenden Zusammensetzungen gebraucht:
- Sensorisch-tonisches Feld ist die möglicherweise erblich determinierte relativ enge Beziehung zwischen Wahrnehmung und Motorik (bzw. Muskeltonus) bei den sensorischen Feldern der Großhirnrinde in Analogie zu dieser nämlichen Beziehung im Rückenmark. Beispiel: Das Blickfeld der Augen entspricht dem Bewegungsfeld der Arme. Dem sensorischen Sprachzentrum entspricht ein motorisches.[18][9][11]
- Sensorische Integration ist die Koordination unterschiedlicher Sinnesdaten.[19]
- Sensorisches Gedächtnis ist die meist nur kurzfristige Erinnerungsdauer für Sinneseindrücke ohne subjektiv erkennbare Bedeutung.[1]
- Sensorische Adaptation vermindert die Reaktionsbereitschaft eines sensorischen Systems bei länger anhaltendem Input von Reizen.[1]

## Sensorium
Die individuellen, sensorischen Reizverarbeitungen, wie sie in den peripheren Sinnesapparaten und dem Empfindungsvermögen der verschiedenen Hirnregionen geleistet werden, sind im Begriff des Bewusstseins zusammengefasst.
Dieser Begriff schließt die Bedeutung eines Gewissens in sich ein als vereinheitlichende Wortbildung „verschiedener Wahrnehmungen und Erfahrungen“, nämlich insbesondere durch die Präfixbildung Ge… - vgl. Gebüsch, Gebiss, Gebirge – als zusammenfügendes „Mitwissen“ oder als orientierte Zusammenschau bewusster „Erlebnisse“.
Ähnlich wie bei der Wortbildung „Gefühl“ besitzt „Gewissen“ auch eine moralisch-religiöse Nebenbedeutung. Auch die lateinische Bezeichnung conscientia trägt dieser Sichtweise Rechnung.
In ähnlicher Art und Weise hat auch die griechische Philosophie diese Auffassung mit Begriffen wie altgriechisch συνείδησις syneídēsis, deutsch ‚Miterscheinung, Mitbild, Mitwissen‘ bei den Stoikern und altgriechisch συναίσθησις synaísthēsis, deutsch ‚Mitwahrnehmung, Mitempfindung‘ bei Plotin vertreten.